# Piên

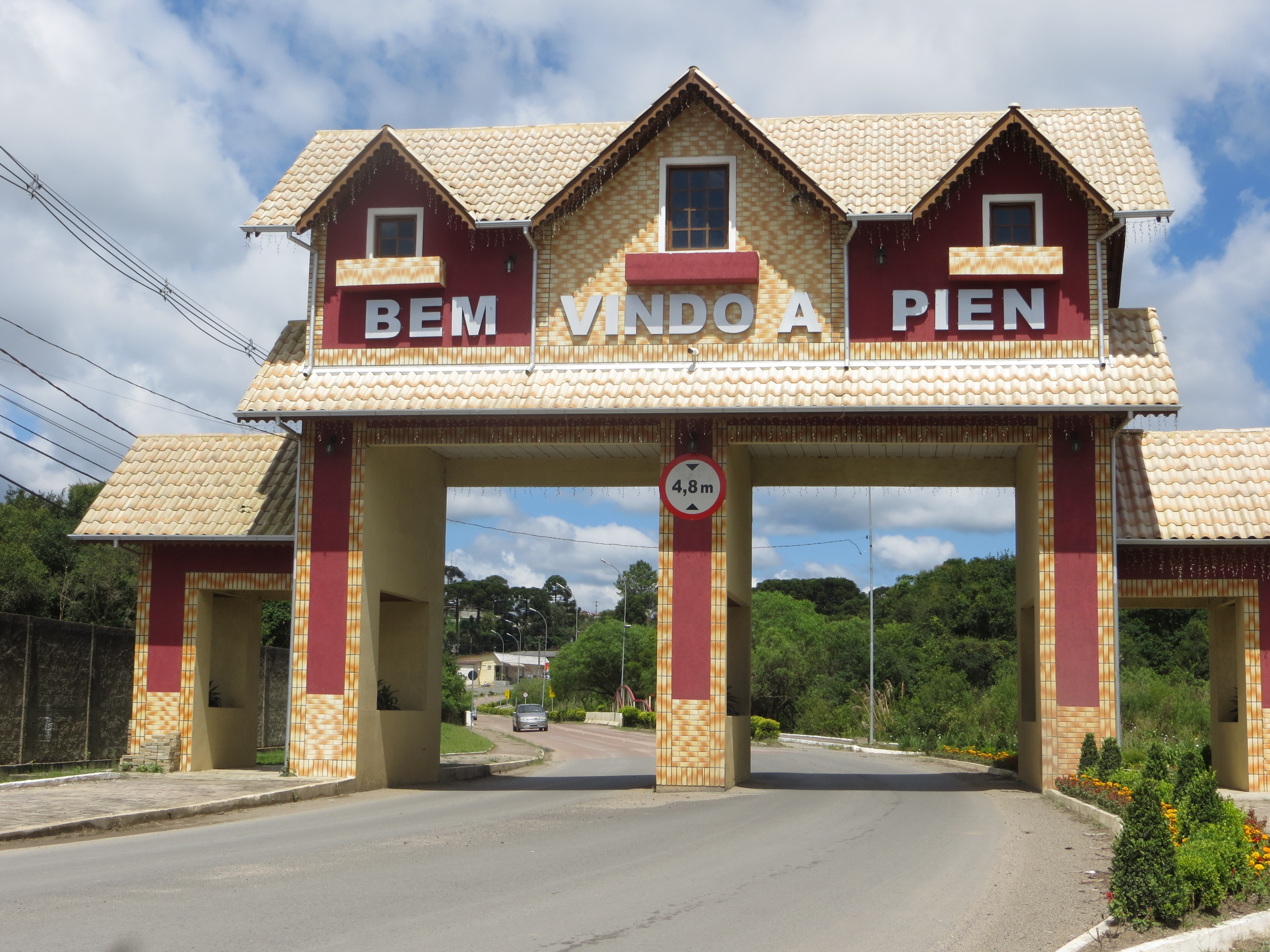
Muestra la bienvenida a la ciudad de Piên.

Piên es un municipio brasileño localizado en el sudeste del estado de Paraná. Pertenece a la Microrregião de Río Negro, a sur de la capital del estado, distando de esta cerca de 85 km. Ocupa una área de 254,792 km², siendo que 0,3682 km² están en perímetro urbano, y su población en 2015 fue estimada en 12 334 habitantes.
Tiene una temperatura media anual de 16,6 °C y en la vegetación del municipio predomina la Floresta Ombrófila Mixta. Con 68,77% de sus habitantes viviendo en la zona urbana, el municipio contaba, en 2009, con cuatro establecimientos de salud. Su Índice de Desarrollo Humano (IDH) es de 0,694, considerando como meso en relación con el estado. 
Colonizadores portugueses que radicaram-se en el litoral paranaense, fueron dirigidos para el interior del Estado en búsqueda de un nuevo local para establecerse. Su llegada a la región que más tarde llamaron de Piên, alrededor de 1850. Las familias comenzaron la desmatar el área para ocupación y fueron dedicados a la agricultura. Las fuentes de renta principales eran la hierba-mate y harina de maíz. El nombre Piên, en consonancia con ciertos autores, tiene origen en el piar del gavião, ave típica de esta región. Otra versión afirma que Piên es una palabra originária del tupi-guarani y tiene el significado de "corazón". Fundado por la ley provincial de nº 4.338, 7 de febrero de 1961, la fecha de instalación de Piên fue el día 1º de noviembre del mismo año, cuando Piên se desglosó de Río Negro.

## Historia

### Orígenes y povoamento
La historia de la población pienense tiene conexión directa con la apertura de la Carretera de la Mata, realizada desde el siglo XVIII. La povoação fue traída para la gran región sudeste del estado de Paraná por esa vía de transporte. La Carretera de la Mata era una parte del Camino de las Tropas, tramo que comprendía de Viamão, en el Río Grande del Sur, hasta la ciudad de Sorocaba, en el estado de São Paulo.
En los márgenes de esa carretera boiadeira fueron apareciendo muchos pousos, o invernadas, que abrigaban los tropeiros y donde pastava el rebaño. Ciertas paradas serían transformadas en ciudades grandes, las cuales irradiariam estabilidad social, cultural y económica alrededor de ellas. En aquel contexto apareció Río Negro, desarrollada con satisfacción desde la mitad del siglo XIX.
El suelo fértil de Piên continuó siendo un atractivo para una gran cantidad de personas. Los primeros pobladores a vivir en la región fueron los Vieiras, una familia de muchas personas, la cual allí fue instalada para dedicarse a la actividad económica de la agricultura. Con el tiempo, y porque vinieron demasiado familias, fue formado un pequeño poblado oferecedor de alguna estabilidad para sus habitantes.

## Geografía
El área del municipio, según el Instituto Brasileño de Geografía y Estadística, es de 254,792 km², siendo que 0,3682 km² constituyen el perímetro urbano. Se sitúa a 26º05'53" de latitude sur y 49º25'45" de longitud oeste y está a una distancia de 85 kilómetros a oeste de la capital paranaense. Se limita con: Quitandinha al norte; Santa Catarina (Río Negrinho, Son Bento del Sur y Campo Alegre) al sur; Agudos del Sur a leíste; y Río Negro y Campo del Teniente a oeste.